# Amidorus moraguesi
Amidorus moraguesi är en skalbaggsart som beskrevs av Baraud 1978. Amidorus moraguesi ingår i släktet Amidorus och familjen Aphodiidae. Inga underarter finns listade i Catalogue of Life.